# Golfe du Honduras
Le golfe ou baie du Honduras (Golfo de Honduras soit « golfe des profondeurs » en espagnol) est une vaste crique de la mer des Caraïbes, découpant les côtes du Belize, du Honduras et du Guatemala. Du nord au sud, cette côte mesure environ 200 km depuis Dangriga (Belize) à La Ceiba (Honduras).
De nombreuses rivières se jettent dans le golfe. Parmi elles, on peut citer la Motagua et le rio Ulúa ; le Lago Izabal au Guatemala est également relié au golfe par un cours d'eau.
Un grand nombre de récifs et de cayes existent dans le golfe du Honduras ; ils sont connus sous le nom de Cayes Pélican.
De nombreux pêcheurs américains visitent le Golfe du Honduras en quête de marlins qui abondent dans ses eaux.
En 1961, l'ouragan Hattie balaya le Golfe du Honduras en détruisant de nombreux bâtiments du Belize.

## Environnement
Le développement anarchique du tourisme met en péril les ressources, notamment celles en eau potable. Il entraîne un accaparement des terres, aussi bien sur le littoral qu'à l'intérieur.